# Anbarrhacus adamantis
Anbarrhacus adamantis (лат.) — вид вымерших двупарноногих многоножек семейства Platyrhacidae, единственный в роде Anbarrhacus. Описан по образцу в мексиканском янтаре.

## История изучения
Anbarrhacus adamantis описан по ископаемому образцу, обнаруженному во включении прозрачного куска мексиканского янтаря. Янтарь был найден в карьере Гваделупа Виктория и хранился в Институте Антропологии и Истории в Сан-Кристобаль-де-Ла-Касас (Симоховель, штат Чьяпас, Мексика). Возраст янтаря датируется от 15 до 23 млн лет. Отложения образовались в экосистеме мангрововых лесов на берегу реки или ручья.
Голотип ископаемой многоножки представляет собой незрелого самца. Он был изучен исследователями из Независимого университета штата Морелос и описан как новые род и вид в 2014 году. Название рода Anbarrhacus представляет собой комбинацию арабского слова ánbar, означающего янтарь, и суффикса -rhacus, используемого для родов семейства Platyrhacidae. Видовое название adamantis — от лат. adamantus (бриллиант) в связи с особенностями тела и тергитов этого вида.
Кроме A. adamantis ещё два вида ископаемых многоножек были описаны по найденным в мексиканском янтаре представителям: Maatidesmus paachtun и Parastemmiulus elektron.

## Описание

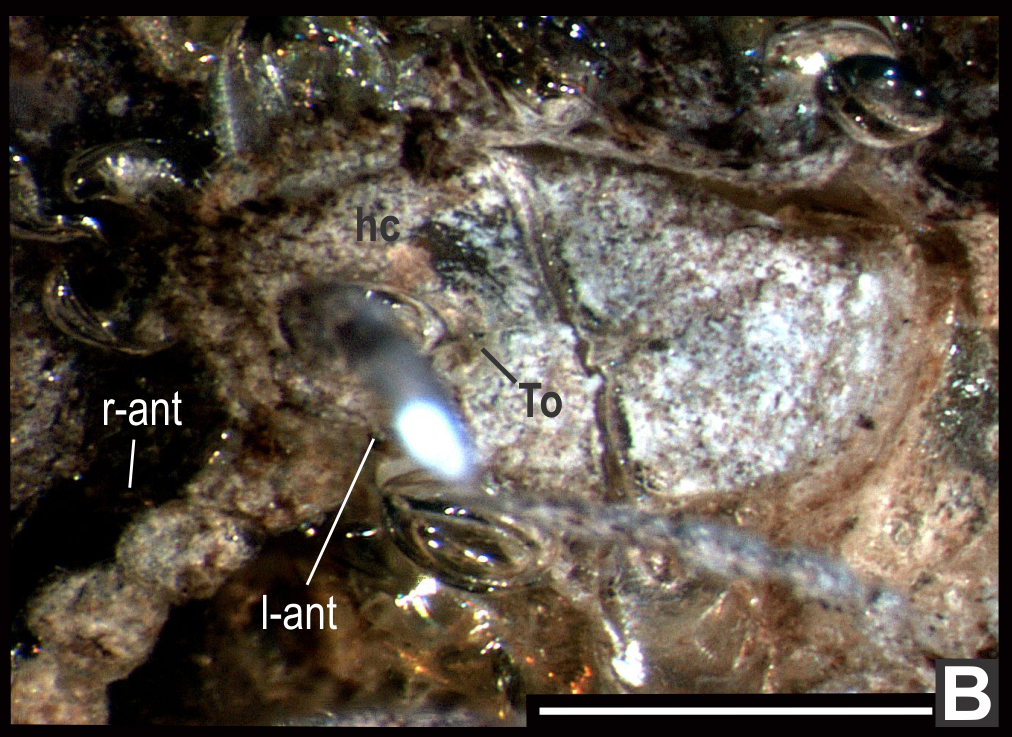
Голова и антеннулы A. adamantis

Самец A. adamantis кремово-белого цвета с желтоватым оттенком на верхней губе и в области ног. Стернит от желтоватого до коричневого цвета.  Длина тела — 19,8 мм. Тело включает 17 сегментов и голову. Голова чуть шире, чем следующий за ней сегмент (коллум). Антеннулы состоят из 7 антенномер. Антенномера 5 является самой длинной, а 1 и 7 — самые короткие. Антенномеры 5 и 6 имеют длинные сеты (волосики) на апикальной конце. Антеннулы сохранили 4 чувствительных колбочки. Верхние пластины сегментов сильно поделены бороздками, образуя метатергиты и параноты, причём боковые стороны метатергитов имеют характерную гранулярную текстуру и метатергиты имеют ромбообразную текстуру. Сегменты расширяются от 1 до ⅔ тела, затем сужаются до сегмента 17. Самец относительно зрелый и имеет развитые луковко-образные гоноподы на 7-м сегменте.